# Kanako Inuki
Kanako Inuki (Hokkaido) es una mangaka especializada en el género del terror shojo. Sus obras se caracterizan por un estilo de terror rico, por la influencia de la tradición folclórica y el humor irónico y moralista. Se le ha otorgado el nombre de "Reina del Manga de Terror". Sus cómics de terror se publicaron dentro del boom japonés del manga de los 90, siendo una de las autoras más destacadas.

## Cómics
Sus obras son:
- Jikan Dôwa Shû (1988)
- Kanako Inuki - Oneshots (1989)
- Fushigi no Tatari-chan (1992)
- Bukita-kun (1992)

Serie de tres tomos.
Trata sobre la historia dramática de una zombi que busca el amor.
- Kaiki Shinsatsushitsu (1994)
- Kuchisake Onna Densetsu (1995)

Publicada en Francia como La femme défigurée.
- School Zone (1996)

Serie de tres tomos.
Trata sobre unos estudiantes que convocan fantasmas de gente que ha muerto en la escuela. Supone una reflexión sobre el hecho de que los miedos de la infancia sean ridiculizados. Es probablemente la obra más conocida de la autora. El estilo del arte y la forma de narrar la historia es distinto de las otras obras.
- Jigokudori (1998)
- Presente (1998)

Publicada en el mundo anglosajón como Presents y en España como Presente.
La historia está protagonizada por una niña, Kurumi, a la cual sus compañeros de clase conspiraron para que no recibiera ningún regalo de cumpleaños. Debido a esta acción, Kurumi se convierte en un espíritu que nunca envejece y que vaga dando regalos macabros a varios personajes. Las historias que ocurren tienen una lección moral sobre la vanidad, el egoísmo y la avaricia.
- Alouette no Uta (2000)
- Kanako Inuki - Jisenshû (2001)
- Kanaerareta Onegai (2001)